# Aya Kanno
Aya Kanno (jap. 菅野 文, Kanno Aya; * 30. Januar 1980 in der Präfektur Tokio, Japan) ist eine japanische Manga-Zeichnerin, deren Werke sich an jugendliche Mädchen richten und dem Shōjo-Genre zuzuordnen sind. Sie arbeitet meist für den Hakusensha-Verlag, in dessen Magazin Hana to Yume 2001 ihre erste Serie Soul Rescue erschien. Zu ihren erfolgreichen Serien zählen Otomen und Requiem of the Rose King, die viele Jahre liefen, als Anime verfilmt und in mehrere Sprachen, auch ins Deutsche, übersetzt wurden.

## Werke
- Soul Rescue (ソウルレスキュー Souru Resukyū, 2001–2002, 2 Bände)
- Kokoro ni Hana o!! (ココロに花を!!, 2003, 2 Bände)
- Hokusō Shinsengumi (北走新選組, 2003, 1 Band)
- Kōtetsu no Hana (凍鉄の花, 2003, 1 Band)
- Akusaga (悪性 －アクサガ－, 2005, 2 Bände)
- Otomen (オトメン（乙男）, 2006–2012, 18 Bände)
- Hitori-tachi (ひとりたち, 2010, Kurzgeschichtensammlung, 1 Band)
- Makoto no Kuni (誠のくに, 2013, 1 Band)
- Requiem of the Rose King (薔薇王の葬列 Bara-Ō no Sōretsu, 2013–2022, 16 Bände)
- King of Idol Bara-Ō no Gakuen (キング・オブ・アイドル 薔薇王の学園, 2021, 2 Bände)
- Bara-Ō no Sōretsu Gaiden (薔薇王の葬列 外伝, 2023, 3 Bände)
- Meiō no Zakuro (冥王の柘榴, seit 2024)